# Fotofosforilación

Fotofosforilación a través de reacciones de fotosíntesis dependientes de la luz en la del tilacoide

La fotofosforilación es un proceso de síntesis de ATP a partir de ADP y fosfato llevado a cabo por las ATP-sintasas de la membrana del tilacoide, en los cloroplastos de las células vegetales. Es un proceso de la fase fotoquímica de la fotosíntesis en el que se utiliza la energía liberada en el transporte de electrones para bombear protones desde el estroma al interior del tilacoide con el fin de crear un gradiente electroquímico el cual, al disiparse por la salida de protones del tilacoide al estroma a través de las ATP-sintasas, acopla esta energía protón-motriz a la fosforilación del ADP para formar ATP. La energía necesaria la proporciona la luz que es captada por los pigmentos fotosintéticos.

## Tipos
Existen dos tipos:

Descripción genérica de las zonas implicadas.

- Fotofosforilación acíclica o lineal. Están implicados ambos fotosistemas, I y II; el flujo de electrones que produce no es cíclico por lo que se produce tanto ATP como NADPH

- Fotofosforilación cíclica. Está implicado solo el fotosistema II; se realiza un bombeo de hidrogeniones del estroma al espacio tilacoidal, que contribuye a crear un gradiente electroquímico de hidrogeniones y por tanto a la formación del ATP, sin que se produzca NADPH.

Un fotosistema es el conjunto mínimo de los compuestos necesarios para llevar a cabo el proceso de fotosíntesis. Es un centro de reacción que se sitúa, junto con otros muchos, en las membranas de los tilacoides. Permite recibir la energía lumínica y transmitirla a lo largo de una cadena de reacciones que la transforman en energía química.
- Datos: Q2017980
- Multimedia: Photosynthesis / Q2017980